# Rockham
Rockham est une municipalité américaine située dans le comté de Faulk, dans l'État du Dakota du Sud.
Fondée en 1886, la localité doit son nom à la ville australienne de Rockhampton.

## Démographie
| 1910 | 1920 | 1930 | 1940 | 1950 | 1960 |
| ---- | ---- | ---- | ---- | ---- | ---- |
| 286  | 347  | 288  | 220  | 113  | 197  |

| 1970 | 1980 | 1990 | 2000 | 2010 | - |
| ---- | ---- | ---- | ---- | ---- | - |
| 60   | 52   | 48   | 53   | 33   | - |

Selon le recensement de 2010, Rockham compte 33 habitants. La municipalité s'étend sur 0,5 milles carrés (1,29 km2).